# 상촌면
상촌면(上村面)은 대한민국 충청북도 영동군에 있는 면 소재지이다.

## 행정 구역
- 고자리 (高子里)
- 궁촌리 (弓村里)
- 대해리 (大海里)
- 돈대리 (敦大里)
- 둔전리 (屯田里)
- 물한리 (勿閑里)
- 상도대리 (上道大里)
- 유곡리 (柳谷里)
- 임산리 (林山里)
- 하도대리 (下道大里)
- 흥덕리 (興德里)

## 교육
- 상촌중학교
- 상촌초등학교